# Sjäki (distrikt)
Shaki Rayon är ett distrikt i Azerbajdzjan. Det ligger i den centrala delen av landet, 240 km väster om huvudstaden Baku. Antalet invånare är 163 300. Arean är 2,4 kvadratkilometer.
Terrängen i Shaki Rayon är mycket platt.
Följande samhällen finns i Shaki Rayon:
- Kichik-Dekhna
- Kiş
- Byuyuk-Dakhne
- Qoxmuq
- Novo Gyuinuk
- Baş Göynük
- Verezet
- Şin
- Birindzhi-Bilyadzhik
- Bash-Kyungyut
- Suçma
- Ashagy Kyungyut
- Zunud
- Bideyiz
- Daşüz
- Qayabaşı
- Bilyadzhik
- Baş Kəldək
- Oravan
- Cunud
- Aydınbulaq
- Qudula
- Baş Şabalıd
- Kendelyan
- Şirinbulaq
- Aşağı Şabalıd
- Ibragimkend
- Deredzhannetli
- Alyar
- Ashagy-Dashagyl
- Baqqal
- Qaratorpaq
- Fazil
- Göybulaq
- Babaratma
- Çapağan